# Јасиковац (Теочак)
Јасиковац је насељено мјесто у општини Теочак, Босна и Херцеговина.

## Историја
Јасиковац је до рата у цјелини било у саставу општине Угљевик.

## Становништво
|             | 2013.        | 1991.           | 1981.           | 1971.           |
| Укупно      | 939 (100,0%) | 1 118 (100,0%)  | 1 545 (100,0%)  | 1 575 (100,0%)  |
| Бошњаци     | 938 (99,89%) | 1 109 (99,19%)1 | 1 149 (74,37%)1 | 1 209 (76,76%)1 |
| Хрвати      | 1 (0,106%)   | 1 (0,089%)      | –               | 23 (1,460%)     |
| Остали      | –            | 8 (0,716%)      | 10 (0,647%)     | 5 (0,317%)      |
| Роми        | –            | –               | 376 (24,34%)    | 328 (20,83%)    |
| Југословени | –            | –               | 10 (0,647%)     | –               |
| Срби        | –            | –               | –               | 10 (0,635%)     |

1. 1 На пописима од 1971. до 1991. Бошњаци су пописивани углавном као Муслимани.